# مجلة قاف
 مجلة قاف مجلة فصلية متخصصة تعنى بالشعر تصدر كل ثلاثة أشهر عن اتحاد كتاب وأدباء الإمارات، صدر عدد وحيد منها عام 2011 وكان رئيس تحريرها إبراهيم الهاشمي.

## العدد الأول
جاء في الفقرة الأولى من مقدمة العدد الأول الصادر عام 2011 ما يلي:
حين يصدر اتحاد كتاب وأدباء الإمارات مجلة معنية بالشعر أو الشأن الشعري فهو يتشبث بواحد من أحلامه القديمة الجديدة أو المتجددة، مجلة للشعر تذهب إلى التفاصيل الحلوة وتنتقي الأغصان المنتشية من أثر الفصول مجلة تقف إلى جانب زميلاتها الصادرات عن اتحاد كتاب وأدباء الإمارات فيكتمل المشهد ويتكامل أو يكاد.

## رؤساء تحريرها

### إبراهيم الهاشمي
- الأعداد من 1 - 4